# سابک

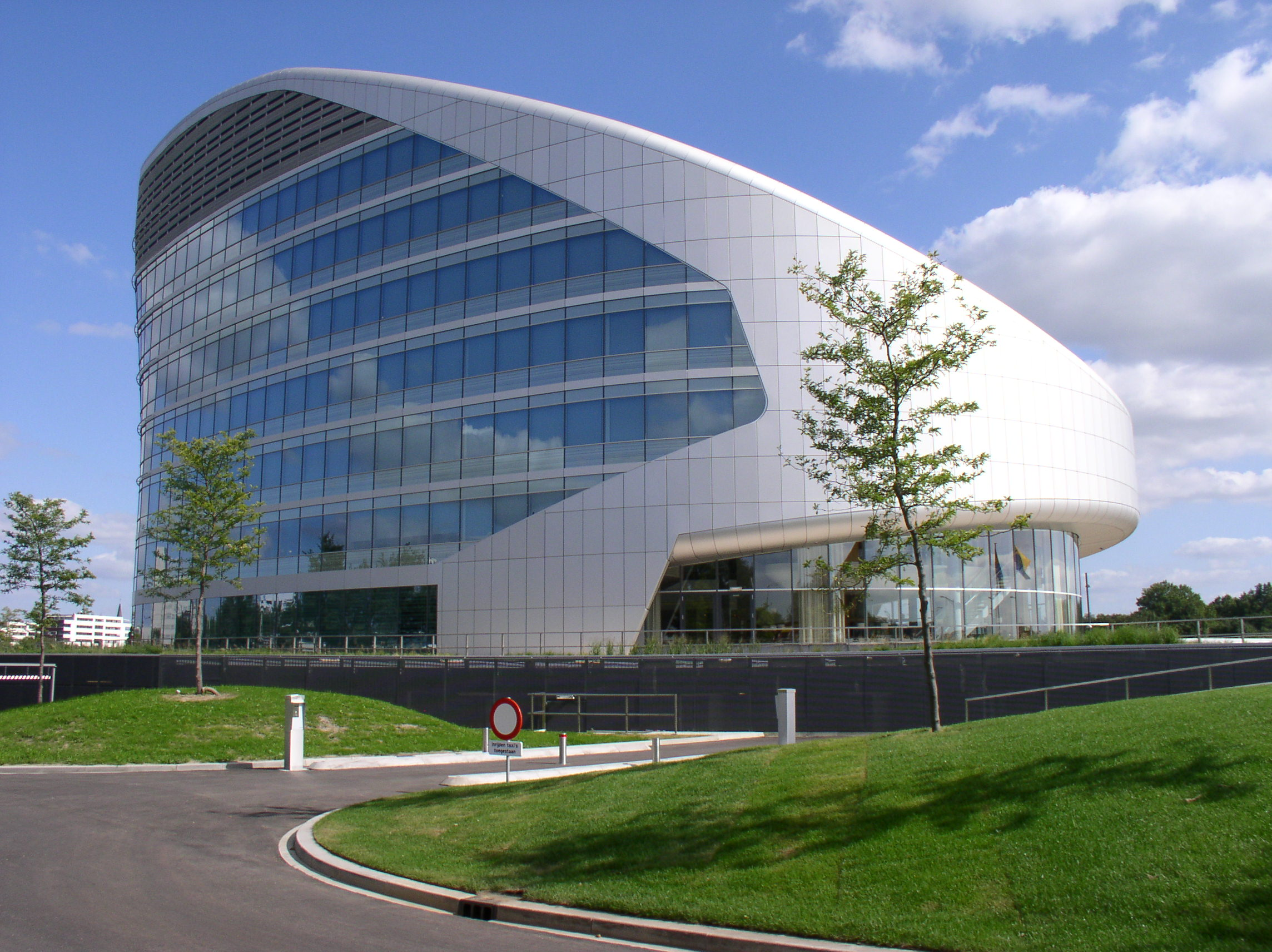
ساختمان مرکزی سابک اروپا، در سیتارد، هلند

شرکت صنایع پایهٔ سَعودی که به‌صورت مخفف انگلیسی سابِک خوانده می‌شود، شرکت صنایع شیمیایی و معدنی چندملیتی عربستانی است، که در زمینه تولید دامنهٔ گسترده‌ای از محصولات پتروشیمی، مواد شیمیایی، کود، بسپار و پلاستیک، همچنین استخراج معادن و تولید فلزات، فعالیت می‌نماید. این شرکت هم‌اکنون پس از شرکت‌های ب‌آاس‌اف، ساینوپک، اکسان‌موبیل و شرکت داو کمیکال، به‌عنوان پنجمین تولیدکننده مواد شیمیایی جهان شناخته می‌شود.
شرکت سابک در سال ۱۹۷۶ توسط دولت عربستان سعودی راه‌اندازی شد و اکنون با در اختیار داشتن ۶۰ کارخانه تولید مواد شیمیایی در ۴۰ کشور جهان، ظرفیت تولیدی بالغ بر ۶۰ میلیون تُن در سال را دارا می‌باشد.
شرکت سابک در سال ۲۰۰۹ در فهرست فورچون جهانی ۵۰۰ در رتبه ۱۸۶ جای گرفت. این شرکت در ابتدای سال ۲۰۱۴ از سوی مجله فوربز به‌عنوان بزرگترین شرکت عمومی خاورمیانه شناخته شد، همچنین در فهرست فوربز جهانی ۲۰۰۰ رتبه ۹۴ از بزرگترین شرکت‌های جهان را به خود اختصاص داد.
دفتر مرکزی این شرکت در شهر ریاض، عربستان سعودی قرار دارد و سهام آن در بازار بورس تداول معامله می‌شود. سعودی آرامکو با در اختیار داشتن ۷۰٪ درصد از سهام سابک، بزرگترین سهام‌دار آن به‌شمار می‌آید.